# 加藤正治
加藤 正治（かとう まさはる、1871年4月29日（明治4年3月10日） - 1952年（昭和27年）3月16日）は、日本の法学者。専門は民事訴訟法。東京大学名誉教授。第11代中央大学学長、初代総長。日本郵船副社長加藤正義の養子になった。旧姓平林。岡野敬次郎に師事。弟子に兼子一、菊井維大など。

## 経歴
- 信濃国筑摩郡上生坂村（現・長野県東筑摩郡生坂村）出身。
- 1889年（明治22年） 旧制松本中学卒業。
- 第一高等学校卒業。
- 1897年（明治30年）東京帝国大学英法科卒業。
- 1899年（明治32年）12月民事訴訟法・破産法及海法研究のため欧州に留学。
- 1903年（明治36年）5月帰国と同時に東京大学教授に任ぜられる。
- 1904年（明治37年）法学博士の学位を受ける。
- 1912年（大正元年）峰岸棟太郎より大磯招仙閣を買い受け別荘とする[4]。
- 1925年（大正14年）帝国学士院会員となる。
- 1931年（昭和6年）3月停年により東京大学を退職。同6月名誉教授の称号を受け、その後学士院幹事、三菱信託監査役・取締役、枢密院顧問官、三菱本社監査役を務める。枢密院顧問官としては、日本国憲法などの審議に加わった。
- 1948年（昭和23年）7月学士院第一部長に、同月中央大学学長にそれぞれ選任された。
- 1949年（昭和24年）中央大学総長に選任された。
- 1952年（昭和27年) 3月16日死去。

## 栄典
位階
- 1900年（明治33年）9月21日 - 従七位[5]
- 1901年（明治34年）7月10日 - 正七位[5]
- 1905年（明治38年）7月20日 - 従六位[5]
- 1907年（明治40年）10月30日 - 正六位[5]
- 1910年（明治43年）2月21日 - 従五位[5]
- 1912年（明治45年）7月10日 - 正五位[5]
- 1917年（大正6年）7月31日 - 従四位[5]
- 1922年（大正11年）8月30日 - 正四位[5]
- 1927年（昭和2年）10月15日 - 従三位[5][6]
- 1931年（昭和6年）4月15日 - 正三位[5][7]

勲章等
- 1917年（大正6年）6月26日 - 勲三等瑞宝章[5]
- 1919年（大正8年）9月29日 - 旭日中綬章[5]
- 1924年（大正13年）6月30日 - 勲二等瑞宝章[5][8]
- 1927年（昭和2年）4月 - 旭日重光章[5]

## 人物
趣味は俳句、俳画、茶道。俳号の犀水は、犀川に由来。松本市城山公園には頌徳碑があるほか、句碑が多数残る。母校旧制中学の同窓会長や長野県人連合会長も務めた。大正6年、澤柳政太郎を総裁、加藤を副総裁として財団法人「日本アルプス会」が結成された。なお、弟子には商法学者の森清（中央大学名誉教授）がいた

### 松本高校誘致運動
1917年（大正6年）の高等学校旧制松本高校誘致運動では、横田秀雄・田中穂積らと連署で「高等学校設立建白書」を政府に提出し、松本への高等学校誘致に努めた。

## 家族
- 妻・すみ（1882年生）は、養父・加藤正義の長女。
- 長男・正徳（1904年生）は暁星中学卒業後、フランス童話集を出版した[10]。
- 三男・正隆（1916年生）は、逓信省電気試験所、東京高等工業学校講師を経て中央大学文学部教授[11][12]。五洋貿易常務、千代田ビル管理、千代田管財創業[13]。妻・多美子は子爵松平忠寿の娘。長男の加藤正文（1943年生、慶応大学卒）は千代田ビル管理、千代田管財、日本ウイントン社長[13][14]。長女の喜美子（1941年生、聖心女子学院卒）は電通社長・吉田秀雄の二男八郎の妻[13]。
- 四男・正泰（1918年生）は東京帝国大学卒業後、山下汽船[11]。妻・照子は元日本郵船社長大谷登の娘。
- 二女泰子（1913年生）は法学者兼子一の妻。

## 頌徳展
生地の東筑摩郡生坂村では、これまであまり知られていない存在だった。そこで、村教育委員会では、2012年7月下旬に、加藤の「頌徳展」を初めて企画し、準備を進めている。同村上生坂には生家が残っており、そこで発見された資料その他を、村内の農村資料館で展示することになっている。

## 主著
- 『破産法研究 第１～１１巻』（有斐閣、1912～1953年）
- 『民事訴訟法要論〔新訂版〕』（有斐閣、1952年）
- 『破産法要論〔新訂増補〕』（有斐閣、1950年）
- 『強制執行法要論』（有斐閣、1935年）
- 『和議法要論』（有斐閣、1935年）
- 『海商法講義』（有斐閣、1925年）
- 『民事訴訟法判例批評集 第１巻』（有斐閣、1926年）
- 『民事訴訟法判例批評集 第２巻』（有斐閣、1927年）